# Qiqihar
La Ciutat-prefectura de Qiqihar (en xinès 齐齐哈尔市; pinyin Ch'i-ch'i-ha-erh; manxú ᠴᡳᠴᡳᡤᠠᡵ) és una ciutat-prefectura de la província de Heilongjiang. Està situada al centre-oest de la província i és la tercera més poblada. La prefectura, al seu torn, es divideix en set districtes, vuit Comtats i una ciutat-comtat.
Etimològicament, el nom de la regió ve del manxú i fa referència al nom del riu Qiqi, combinada amb la paraula hari que indica defensa.
La principal ciutat del territori, homònima al nom de la regió, Qiqihar, és una ciutat altament industrialitzada des de mitjans del segle xx quan, amb la col·laboració de la Unió Soviètica s'hi van construir diverses indústries manufactureres. La ciutat disposa d'aeroport i de tren que la connecten amb la resta del país.

## Llocs d'interès
- Reserva Natural de Zhalong